# Montoursville, Pennsylvania
Montoursville, Pennsylvania (енгл. Montoursville) град је у америчкој савезној држави Пенсилванија.

## Демографија
По попису из 2010. године број становника је 4.615, што је 162 (-3,4%) становника мање него 2000. године.
| Група             | 2000.         | 2010.         |
| Белци             | 4.714 (98,7%) | 4.448 (96,4%) |
| Афроамериканци    | 5 (0,1%)      | 19 (0,4%)     |
| Азијати           | 16 (0,3%)     | 34 (0,7%)     |
| Хиспаноамериканци | 20 (0,4%)     | 61 (1,3%)     |
| Укупно            | 4.777         | 4.615         |